# Real Boston Rams
El Real Boston Rams fue un equipo de fútbol de los Estados Unidos que jugó en la USL Premier Development League, la cuarta liga de fútbol más importante del país.

## Historia
Fue fundado el 17 de diciembre del año 2012 en la ciudad de Boston, Massachusetts como uno de los equipos de expansión de la liga en la temporada 2013. Ese mismo año anunciaron que estarían afiliados al New England Revolution de la MLS para el intercambio de jugadores.
Su primer partido fue un amistoso ante el Newtown Soccer Club el 5 de mayo del 2013, y el 11 de mayo disputaron su primer partido oficial, el cual fue una derrota 0-3 ante el CFC Azul.

## Estadio
El club jugaba sus partidos de local en el Muscato Stadium de Easton, Massachusetts, con capacidad para alrededor de 1,000 espectadores.

## Cuerpo Técnico
- Entrenador:  Jim Costa
- Entrenadores Adjuntos:  Pete Mendel,  Mike Agostinho